# マイキー・ドレッド
マイキー・ドレッド (Mikey Dread) としてよく知られるマイケル・ジョージ・キャンベル（Michael George Campbell、1954年6月4日 - 2008年3月15日）はジャマイカ出身の歌手、プロデューサー、DJ。ジャマイカで初めてレゲエだけを流すラジオ番組『ドレッド・アット・ザ・コントロールズ』を企画し、DJを担当した。。

## 来歴

### ジャマイカ時代
少年期からエンジニアリングとエレクトロニクスの才能を顕しており、1976年に大学を卒業するとジャマイカ放送協会(JBC)にエンジニアとして務める。
ジャマイカで有力なレゲエ楽曲が録音され始めていた1970年代、キャンベルは退屈な外国のポップスばかりのJBCのプログラムに感動を受けることは無かった。彼は上司を説得し、レゲエだけを流す自らの深夜ラジオ番組『ドレッド・アット・ザ・コントロールズ』の企画を通した。まもなくこの番組はJBCで最もポピュラーな番組となる。楽しく、大胆な音楽スタイルから『ドレッド・アット・ザ・コントロールズ』はジャマイカ中でヒットした。必然的にキャンベルは保守的な経営陣と対立し、彼は抗議のため退社することになる。
その頃にはキャンベルはすでに歌手およびプロデューサーとしての一定の評価を受けており、自身の作品のレコーディングを開始する。そして『ドレッド・アット・ザ・コントロールズ』、『エヴォリューショナリィ・ロッカーズ』、『第三次世界大戦』といったアルバムはレゲエファンに高く評価された。プロデューサーのキング・タビー、カールトン・パターソンとの共同作品も、それぞれ高い評価を得た。

### イギリス時代
キャンベルの音楽はイギリスのパンク・ロックバンド、ザ・クラッシュに注目され、彼らのプロデュースのためイギリスに招聘されることになる。最初はこの異邦人を疑っていたが、キャンベルはシングル「バンクロバー」のプロデュースを通じてすぐにバンドと打ち解け、1980年のアルバム『サンディニスタ!』では数曲のボーカルを担当した。キャンベルはクラッシュに帯同してイギリス、ヨーロッパ、アメリカツアーを巡り、新たなファンも獲得していった。
ロンドンのナショナル・ブロードキャスティング・スクールでメディア制作やラジオ放送の技術に磨きをかけ、1980年に特別賞を得て卒業した。
UB40のダブトラックをプロデュースし、彼らのヨーロッパ、スカンディナヴィアにサポートで帯同した。
彼のイギリスでの仕事には、レゲエ・ドキュメンタリーのナレーションもあり、シリーズ物の『ロッカーズ・ロードショー』や4チャンネルでの6部作『ディープ・ルーツ・ミュージック』でホスト役を務めた。後に米ワーナーのために録音した "The Source (Of Your Divorce)" は定期的にビデオ放映された。
1991年には『プロファイル』と『アフリカン・アンセム・リヴィジッテド』を録音。フレディ・マクレガー、ロイド・パークス、ウィ・ザ・ピープル・バンド、ルーツ・ラディクス・バンドと共にヨーロッパ、アメリカでツアーも行った。
1992年、ガンズ・アンド・ローゼズの元ギタリスト、イジー・ストラドリンと「キャント・ヒア・エム」でコラボレーションした。1990年のコンピレーション・アルバム『ベスト・セラーズ』によりビルボード誌の賞の一つ、NAIRDアワードにノミネートされた。
1993年にはアルバム『オブセッション』のサポートツアーや、プロデューサーだけでなくディレクターや出演者も務めたカリビアン・サテライト・ネットワーク (CSN)の数々の番組など、様々なプロジェクトに関係した。
1994年にシカゴで行われたマーティンズ・インターナショナル・レゲエ・ミュージック・アワードでカルチャー・アワード・オブ・オナーを獲得。1995年には "WAVS 1170" と "WAXY-AM 790" でラジオのDJを務める。1996年にはイギリス、ブライトンのエッセンシャル・ミュージック・フェスティバルにパフォーマーとして参加した。
フォート・ローダーデールの芸術研究所でテレビ/ヴィデオ制作の知識を深め1996年に卒業、フロリダ州ボカ・ラトンのリン大学では優等な成績で国際コミュニケーションの文学士修士号を取得した。
彼はクラッシュ、UB40、ボブ・ディラン、カルロス・サンタナ、マッカ・B、チャンネル・ワン他、多くのアーティスト、バンドと共演した。彼はシュガー・マイノット、ジュニア・マーヴィン、アール・シックスティーン、ウォリー・バッカー、サンシャイン、ジャー・グランディ、ロッド・テイラーのプロデュースも行った。また、エディ・フィッツロイを売り出すためにプロデューサーのトレヴァー・エリオットと親密に働いた。2004年の映画『50回目のファースト・キス』のサウンドトラックでは "Lips Like Sugar" でシールと共演した。

### アメリカ時代

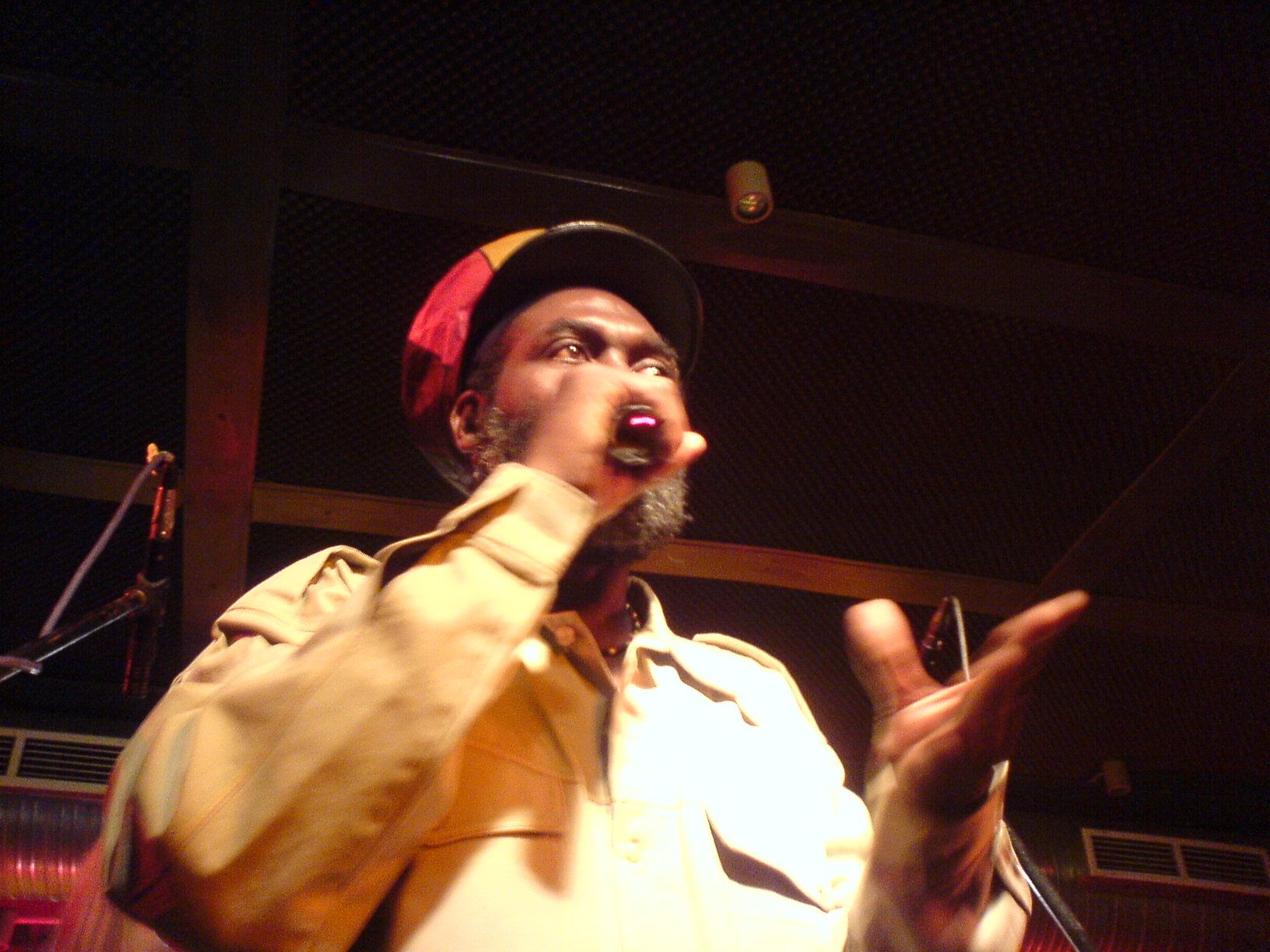
マイキー・ドレッド、2006年

プロデューサー、歌手として長年働いた後、キャンベルは仕事を退き、大学時代を過ごしたマイアミへと移った。レコード会社との不公平な契約にうんざりしていた彼は、彼のすべての作品の契約切れを抜け目なく待ち、その多くを "Dread At The Controls" レーベルで再発売した。
クラッシュの1980年のアルバム『サンディニスタ!』のトリビュート「ザ・サンディニスタ! プロジェクト」に“ザ・ブリザード・オブ・78”と参加し、「シリコン・オン・サファイア」を収録した。2004年に録音されたこのアルバムは、2007年5月15日に“00:02:59レコード”から発売された（このレーベル名はサンディニスタ!の収録曲「ヒッツヴィルUK」にちなんだもの）。
2007年10月、マイケル“マイキー・ドレッド”キャンベルが脳腫瘍で治療中であることが公表され
、2008年3月15日にコネチカット州スタンフォードの姉妹の家で、家族に見守られて息を引き取った。

## ディスコグラフィ

### スタジオ・アルバム
- ドレッド・アット・ザ・コントロールズ (1979, label DATC)
- アフリカン・アンセム (1979, label Cruise ; Auralux 2004)
- エヴォリューショナリィ・ロッカーズ (1979, label DATC)
- ドレッド・アット・ザ・コントロールズ (1979, label Trojan)
- 第三次世界大戦 (1981, labels Dread At The Control; Heartbeat 1986; Big Cat)
- S.W.A.L.K. (1982, labels Dread At The Control; Heartbeat)
- ダブ・カタログ ヴォリューム1 (1982, label DATC)
- ダブ・マーチャント (1982, label DATC)
- ジャングル・シグナル (1982, label DATC)
- ペイヴ・ザ・ウェイ (1984, label Heartbeat)
- ハッピー・ファミリー (1989, label RAS)
- プロファイル (1991, label RAS)
- アフリカン・アンセム・リヴィジッテド (1991, RAS) [Dub album]
- オブセッション (1992, label Rykodisc)
- スウォーク/ロッカーズ・ヴァイブレーション (1994, label Heartbeat)
- ダブ・パーティ (1995, label ROIR)
- ワールド・ツアー (2001, label DATC)
- ラスタ・イン・コントロール (2002, label DATC)
- ライフ・イズ・ア・ステージ  (2007, label DATC)

### コンピレーション
- ベスト・セラーズ (1991, labels Rykodisc; DATC) [1979年-89年のコンピレーション]
- ザ・プライム・オヴ・マイキー・ドレッド (1999, label Music Club) [1978年-92年のコンピレーション]